# Lijst van olympiërs die werden gedood of vermist geraakten als gevolg van oorlog
Dit artikel bevat een lijst van olympiërs die werden gedood of vermist geraakten als gevolg van oorlog.
| Olympiër                              | (Huidig) land              | Sport                                                                         | Spelen    | Datum                | Oorzaak |
| ------------------------------------- | -------------------------- | ----------------------------------------------------------------------------- | --------- | -------------------- | --- |
| Silvano Abba                          | Italië                     | Moderne vijfkamp                                                              | 1936      | 24 augustus 1942     | Gesneuveld tijdens de Tweede Wereldoorlog. |
| József Aczél                          | Hongarije                  | Voetbal                                                                       | 1924      | 13 februari 1945     | Overleden na een Duitse luchtaanval op de laatste dag van het Beleg van Boedapest. |
| Stefan Adamczak                       | Polen                      | Atletiek                                                                      | 1924      | september 1939       | Vocht tijdens de Poolse Veldtocht en sneuvelde in de buurt van Katowice. |
| Herbert Adamski                       | Duitsland                  | Roeien                                                                        | 1936      | 11 augustus 1941     | Gesneuveld bij Szolty in de Sovjet-Unie. |
| Stella Agsteribbe                     | Nederland                  | Artistieke gymnastiek                                                         | 1928      | 17 september 1943    | Overleden in het concentratiekamp Auschwitz-Birkenau. |
| Iwao Aizawa                           | Japan                      | Atletiek                                                                      | 1928      | onbekend             | Gesneuveld in de Tweede Wereldoorlog. Overleden aan malaria in de New Bilibid-gevangenis. |
| Andrey Akimov                         | Rusland                    | Voetbal                                                                       | 1912      | 1916                 | Gesneuveld tijdens de Eerste Wereldoorlog. |
| Gordon Alexander                      | Groot-Brittannië           | Schermen                                                                      | 1912      | 24 april 1917        | Gesneuveld tijdens de Eerste Wereldoorlog. |
| Abdulrahman Ali                       | Filipijnen                 | Zwemmen                                                                       | 1932      | onbekend             | Gesneuveld tijdens de Tweede Wereldoorlog. |
| Arno Almqvist                         | Rusland                    | Moderne vijfkamp Zwemmen                                                      | 1912      | 5 maart 1940         | Gesneuveld in Mikkeli door bombardementen tijdens de Winteroorlog. |
| Virgilius Altmann                     | Oostenrijk                 | Wielrennen (weg)                                                              | 1936      | 17 oktober 1943      | Gesneuveld in de Tweede Wereldoorlog in Wit-Rusland. |
| Erich Altosaar                        | Estland                    | Basketbal                                                                     | 1936      | 11 oktober 1941      | Overleden in een Sovjet-gevangenenkamp. |
| Max Amann                             | Duitsland                  | Waterpolo                                                                     | 1928      | 24 december 1945     | Vermist in actie. |
| Arthur Amon                           | Estland                    | Basketbal                                                                     | 1936      | augustus 1944        | Gesneuveld in de Tweede Wereldoorlog. |
| Laurie Anderson                       | Groot-Brittannië           | Atletiek                                                                      | 1912      | 9 november 1914      | Gesneuveld tijdens zijn dienst bij het Cheshire Regiment. |
| Geo André                             | Frankrijk                  | Atletiek                                                                      | 1908-1928 | 4 mei 1943           | Gedood in actie (neergeschoten). |
| Nikolaos Andreadakis                  | Griekenland                | Atletiek                                                                      | 1906      | 1920                 | Gesneuveld tijdens de Grieks-Turkse Oorlog. |
| Jan Ankerman                          | Nederland                  | Hockey                                                                        | 1928      | 27 december 1942     | Overleden in een Japans interneringskamp in Birma. |
| Izuo Ann                              | Japan                      | Atletiek                                                                      | 1932      | 18 december 1939     | Gesneuveld tijdens de Tweede Chinees-Japanse Oorlog. |
| Isakas Anolikas                       | Litouwen                   | Wielrennen (weg)                                                              | 1924-1928 | 1943                 | Gesneuveld tijdens de Tweede Wereldoorlog. |
| Shigeo Arai                           | Japan                      | Zwemmen                                                                       | 1936      | 19 juli 1944         | Gesneuveld tijdens de Tweede Wereldoorlog. |
| Álvaro de Arana                       | Spanje                     | Zeilen                                                                        | 1928      | juli 1937            | Gesneuveld tijdens de Spaanse Burgeroorlog. |
| Kalle Arantola                        | Finland                    | Militaire patrouille                                                          | 1936      | 12 februari 1940     | Gesneuveld in Kuhmo tijdens de Winteroorlog. |
| Hikoroku Arimoto                      | Japan                      | Artistieke gymnastiek                                                         | 1936      | onbekend             | Gesneuveld in de Tweede Wereldoorlog. |
| Albert Arnoldus                       | Duitsland                  | Roeien                                                                        | 1912      | 26 april 1945        | Gesneuveld in de laatste dagen van de Tweede Wereldoorlog, ergens in Italië. |
| Artola                                | Spanje                     | Voetbal                                                                       | 1920      | 1937                 | Overleden tijdens de Spaanse Burgeroorlog. |
| Henry Ashington                       | Groot-Brittannië           | Atletiek                                                                      | 1912      | 31 januari 1917      | Gesneuveld tijdens de Eerste Wereldoorlog. |
| Louis Bach                            | Frankrijk                  | Voetbal                                                                       | 1900      | 16 september 1914    | Gesneuveld tijdens de Eerste Wereldoorlog. |
| Jochen Balke                          | Duitsland                  | Zwemmen                                                                       | 1936      | 19 januari 1944      | In 1943 naar een strafbataljon gestuurd wegens gevechtsvermoeidheid en als vermist opgegeven in Veliki Novgorod, Sovjet-Unie. |
| Ernst Balz                            | Duitsland                  | Kunstwedstrijden                                                              | 1936      | onbekend             | Vermist in actie tijdens de Tweede Wereldoorlog. |
| Józef Baran-Bilewski                  | Polen                      | Atletiek                                                                      | 1928      | 15 april 1940        | Als gevangene in het Sovjetkamp voor Poolse officieren in Kozielsk, werd hij in april 1940 in Katyn vermoord door de NKVD. |
| Luigi Barbesino                       | Italië                     | Voetbal                                                                       | 1912      | onbekend             | Verdwenen tijdens een verkenningsvlucht in de Tweede Wereldoorlog. |
| József Barna                          | Hongarije                  | Voetbal                                                                       | 1924      | Februari 1943        | Gesneuveld in de Tweede Wereldoorlog, hetzij als soldaat of in een werkkamp (details onzeker). |
| Franz Barsicke                        | Duitsland                  | Atletiek                                                                      | 1936      | 1944                 | Gesneuveld tijdens de Tweede Wereldoorlog. |
| Fritz Bartholomae                     | Duitsland                  | Roeien                                                                        | 1912      | 12 september 1915    | Gesneuveld tijdens de Eerste Wereldoorlog. |
| Franz Bartl                           | Oostenrijk                 | Handbal                                                                       | 1936      | 12 juli 1941         | Gesneuveld tijdens de Tweede Wereldoorlog. |
| László Bartók                         | Hongarije                  | Roeien                                                                        | 1924-1928 | 8 april 1945         | Stierf in het concentratiekamp van Buchenwald, enkele dagen voor de bevrijding van het kamp. |
| Helmut Barysz                         | Polen                      | Zwemmen                                                                       | 1936      | onbekend             | Vermistverklaard in januari 1945 en doodverklaard in 1952. |
| Julije Bauer                          | Servië Joegoslavië         | Atletiek                                                                      | 1936      | 15 maart 1945        | Gesneuveld in Pančevo. |
| Addi Baumgarten                       | Duitsland                  | Boksen                                                                        | 1936      | 2 oktober 1942       | Gesneuveld tijdens het Beleg van Leningrad. Zijn vrienden begroeven hem op de weg naar Vitebsk. |
| Arthur Bäumle                         | Duitsland                  | Atletiek                                                                      | 1936      | 6 januari 1942       | Vermist sinds 6 januari 1942 in Stalingrad. |
| Karl Bechler                          | Duitsland                  | Atletiek                                                                      | 1908      | onbekend             | Stierf door granaatscherven in de laatste dagen van de Tweede Wereldoorlog in een kelder in Gdansk. |
| Martin Beckmann                       | Duitsland                  | Atletiek                                                                      | 1906      | sinds 1944           | Vermist in actie in de Tweede Wereldoorlog. |
| Béla Bekessy                          | Hongarije                  | Schermen                                                                      | 1912      | 6 juli 1916          | Gesneuveld tijdens de Eerste Wereldoorlog. |
| Bobby Bell                            | Canada Zwitserland         | IJshockeycoach en -scheidsrechter                                             | 1928      | 20 mei 1940          | Geëxecuteerd in het Bloedbad van Abbeville. |
| Heinrich Bender                       | Duitsland                  | Roeien                                                                        | 1928-1932 | 1943                 | Gesneuveld tijdens de Tweede Wereldoorlog in de Golf van Korinthe. |
| Emil Benecke                          | Duitsland                  | Waterpolo                                                                     | 1928-1932 | 12 augustus 1945     | Overleden in krijgsgevangenkamp. |
| Marc Benoît-Lizon                     | Frankrijk                  | Militaire patrouille                                                          | 1948      | 17 september 1950    | Gesneuveld tijdens de Eerste Indochinese Oorlog. |
| Isaac Bentham                         | Groot-Brittannië           | Zwemmen Waterpolo                                                             | 1912      | 15 mei 1917          | Gesneuveld tijdens de Slag bij Arras. |
| Tjapko van Bergen                     | Nederland                  | Roeien                                                                        | 1928      | 2 februari 1944      | Diende als Rottenführer in de SS en sneuvelde aan het Oostfront in de Sovjet-Unie. |
| Franz Berghammer                      | Oostenrijk                 | Handbal                                                                       | 1936      | 30 juni 1944         | Gesneuveld tijdens de Tweede Wereldoorlog. |
| Michelangelo Bernasconi               | Italië                     | Roeien                                                                        | 1928      | 21 maart 1943        | Gesneuveld in de Tweede Wereldoorlog in Tunesië. |
| Hans Bernhardt                        | Duitsland                  | Wielrennen (baan)                                                             | 1928      | 29 november 1940     | Gesneuveld tijdens de Tweede Wereldoorlog. |
| Herberts Bērtulsons                   | Letland                    | Alpineskiën                                                                   | 1936      | Februari 1942        | Geëxecuteerd in een Sovjet-gevangenenkamp. De exacte datum is niet bekend, maar het bevel is gegeven op 14 februari 1942, dus waarschijnlijk kort daarna. |
| Alick Bevan                           | Groot-Brittannië           | Wielrennen (weg)                                                              | 1936      | 24 januari 1945      | Was betrokken bij een operatie om de plaatsen Putt en Walderath in Heisberg in Duitsland in te nemen. Hij raakte dodelijk gewond door een mijn en werd over de grens in Nederland begraven op de militaire begraafplaats in Brunssum. De Alick Bevan Plate Meeting op het Crystal Palace-circuit in Londen werd naar hem vernoemd. |
| Hasso von Bismarck                    | Duitsland                  | Bobsleeën                                                                     | 1932      | 22 juni 1941         | Gesneuveld in de Tweede Wereldoorlog in Litouwen. |
| Kazimierz Bocheński                   | Polen                      | Zwemmen                                                                       | 1936      | mei 1940             | Werd vermoord met alle andere gevangenen in Starobielsk, een van de drie kampen voor Poolse officieren in de Sovjet-Unie. |
| Renon Boissière                       | Frankrijk                  | Atletiek                                                                      | 1912      | 25 september 1915    | Gesneuveld in de Eerste Wereldoorlog. |
| Michel Bonaglia (DNS)                 | Italië                     | Boksen                                                                        | 1924      | 3 maart 1944         | Was in dienst bij het fascistische leger en werd gedood door een groep partizanen. |
| Karlis Bone                           | Letland                    | Voetbal                                                                       | 1924      | 13 november 1941     | Overleden in een Sovjet-gevangenenkamp. |
| Antonio Bonilla                       | Spanje                     | Schietsport                                                                   | 1920      | 9 november 1937      | Gesneuveld tijdens de Spaanse Burgeroorlog. |
| Henri Bonnefoy                        | Frankrijk                  | Schietsport                                                                   | 1908      | 9 augustus 1914      | Gesneuveld tijdens de Tweede Wereldoorlog. |
| Helmut Motorkap                       | Duitsland                  | Atletiek                                                                      | 1936      | 27 september 1944    | Gesneuveld tijdens de Tweede Wereldoorlog. |
| Hermann von Bonninghausen             | Duitsland                  | Atletiek                                                                      | 1908-1912 | 26 januari 1919      | Overleden aan zijn verwondingen na de Eerste Wereldoorlog. |
| Hermann Bosch                         | Duitsland                  | Voetbal                                                                       | 1912      | 16 juli 1916         | Gesneuveld in de Eerste Wereldoorlog. |
| Werner Böttcher                       | Duitsland                  | Atletiek                                                                      | 1936      | 10 november 1944     | Vermist in actie. |
| Bechir Bouazzat                       | Frankrijk Tunesië          | Moderne vijfkamp                                                              | 1936      | 12 april 1944        | Hoewel hij geen militair was in de Tweede Wereldoorlog, werd hij gedood door Frans toedoen. |
| Jean Bouin                            | Frankrijk                  | Atletiek                                                                      | 1908-1912 | 29 september 1914    | Gesneuveld door eigen vuur. |
| Heinz Brandt                          | Duitsland                  | Paardensport (jumping)                                                        | 1936      | 21 juli 1944         | Overleden tijdens het complot van 20 juli 1944, een mislukte moordaanslag tegen Hitler. |
| Hanns Braun                           | Duitsland                  | Atletiek                                                                      | 1908-1912 | 9 oktober 1918       | Stierf als gevechtspiloot nabij Saint-Quentin in de Aisne in Frankrijk tijdens de Eerste Wereldoorlog. |
| Karl Braunsteiner                     | Oostenrijk                 | Voetbal                                                                       | 1912      | 19 april 1916        | Overleden als krijgsgevangene. |
| Kurt Bretting                         | Duitsland                  | Zwemmen                                                                       | 1912      | 30 mei 1918          | Gesneuveld tijdens de Eerste Wereldoorlog. |
| Thierry de Briey                      | België                     | Paardensport (jumping)                                                        | 1920      | 11 april 1945        | Gesneuveld in concentratiekamp Bergen-Belsen. |
| Józef Broel-Plater                    | Polen                      | Bobsleeën                                                                     | 1928      | 1941                 | Stierf in concentratiekamp Dachau tijdens de Tweede Wereldoorlog. |
| Franciszek Brożek                     | Polen                      | Schietsport                                                                   | 1924      | 1940                 | Raakte tweemaal gewond, in de Pools-Russische Oorlog en in de Tweede Wereldoorlog, werd gevangengenomen door de Sovjets en werd in het voorjaar van 1940 neergeschoten in het NKVD-gebouw in Charkov. |
| Wilhelm Brulle                        | Duitsland                  | Artistieke gymnastiek                                                         | 1912      | 5 augustus 1917      | Gesneuveld tijdens de Eerste Wereldoorlog. |
| Kstutis Bulota                        | Litouwen                   | Schaatsen                                                                     | 1928      | eind 1941-begin 1942 | Stierf in het gevangenkamp van Sosva. |
| Roger Bureau                          | België                     | IJshockey                                                                     | 1928-1936 | April 1945           | Stierf of werd gedood in een Duits gevangenkamp tijdens de Tweede Wereldoorlog |
| Heinrich Burkowitz                    | Duitsland                  | Atletiek                                                                      | 1912      | November 1918        | Vermist in actie in november 1918 ergens in België. |
| Wojciech Bursa                        | Polen                      | Schietsport                                                                   | 1936      | 1940                 | Gedood in het Bloedbad van Katyn. |
| Edmond Bury                           | Groot-Brittannië           | Rackets                                                                       | 1908      | 5 december 1915      | Met het 11de Bataljon King's Royal Rifle Corps, sneuvelde hij in Frankrijk tijdens de Eerste Wereldoorlog, en wordt begraven op de Rue-Petillon Military Cemetery in Fleurbaix. |
| George Butterfield                    | Groot-Brittannië           | Atletiek                                                                      | 1908      | 24 september 1917    | Gesneuveld in Frankrijk tijdens de Eerste Wereldoorlog. |
| Giuseppe Caimi (DNS)                  | Italië                     | Voetbal                                                                       | 1912      | 14 december 1917     | Voor zijn moed en vrijmoedigheid ontving hij bij koninklijk besluit postuum een gouden medaille voor militaire moed. |
| Jaime Camps                           | Spanje                     | Atletiek                                                                      | 1920      | 3 augustus 1921      | Gesneuveld tijdens de Rifoorlog. |
| José Oriol-Canals                     | Spanje                     | Langlaufen                                                                    | 1936      | 5 augustus 1937      | Gesneuveld tijdens gevechten met de nationalisten aan het Asturiasfront. |
| Novica Čanović                        | Joegoslavië                | Atletiek                                                                      | 1984      | 2 juli 1993          | Gedood in de Joegoslavische oorlogen. |
| Otello Capitani                       | Italië                     | Artistieke gymnastiek                                                         | 1908      | 20 september 1912    | Gesneuveld in de Italiaans-Turkse Oorlog in 1912 in Misratah in Libië. |
| Bob Carmody                           | Verenigde Staten           | Boksen                                                                        | 1964      | 27 oktober 1967      | Vietcong-guerrilla's lokten Carmody's team in een hinderlaag en doodden 5 van de 6 mannen. Hij werd postuum onderscheiden met de bronzen ster voor zijn moed. |
| Waldo Carver                          | Groot-Brittannië           | Roeien                                                                        | 1908      | 7 juni 1915          | Met de 1e/2e East Lancashire Royal Engineers sneuvelde hij in Turkije in de Eerste Wereldoorlog en ligt begraven op de Lancashire Landing Cemetery. |
| Giuseppe Castelli                     | Italië                     | Atletiek                                                                      | 1928-1932 | 19 december 1942     | Gesneuveld tijdens de Tweede Wereldoorlog in de Sovjet-Unie. |
| Simplicio de Castro                   | Filipijnen                 | Boksen                                                                        | 1936      | onbekend             | Gesneuveld tijdens de Tweede Wereldoorlog. |
| Joseph Caullé                         | Frankrijk                  | Atletiek                                                                      | 1912      | 1 oktober 1915       | Gesneuveld tijdens de Eerste Wereldoorlog. |
| Ugo Ceccarelli                        | Italië                     | Moderne vijfkamp                                                              | 1936      | 1940                 | Om het leven gebracht bij de bevrijding van Milaan, in de buurt van het hoofdkwartier van zijn club Canottieri Milano. Sommigen zeggen dat hij door partizanen werd vermoord als een bekende fascist, anderen schreven dat hij werd vermoord als gevolg van een privé-aangelegenheid.                                              |
| Sulo Cederström                       | Finland                    | Schietsport                                                                   | 1936      | 26 juni 1944         | Gesneuveld op de Karelische Landengte tijdens de Winteroorlog. |
| Antoni Cejzik                         | Polen                      | Atletiek                                                                      | 1924-1928 | 12 september 1939    | Gesneuveld als soldaat in het Modlin-leger bij Zaborów (Mazowieckie). |
| Ralph Chalmers                        | Groot-Brittannië           | Schermen                                                                      | 1908      | 8 mei 1915           | Gesneuveld tijdens de Eerste Wereldoorlog. |
| Josef Charous                         | Tsjechië                   | Paardensport (eventing)                                                       | 1924-1928 | 5 augustus 1943      | Overleden in het concentratiekamp Auschwitz-Birkenau. |
| Noel Chavasse                         | Groot-Brittannië           | Atletiek                                                                      | 1908      | 4 augustus 1917      | Hij is een van de slechts drie mannen die een bar van het Victoria Cross hebben gekregen. Als kapitein in het RAMC werd hij voor het eerst onderscheiden met de VC in 1916 en een bar, postuum, in 1917. |
| Chen Zhenhe                           | China                      | Voetbal                                                                       | 1936      | 28 januari 1941      | Gesneuveld tijdens de Tweede Wereldoorlog. |
| Conrad Cherry                         | Groot-Brittannië           | Roeien                                                                        | 1936      | 1 februari 1943      | Gesneuveld tijdens de Tweede Wereldoorlog. |
| Lewis Clive                           | Groot-Brittannië           | Roeien                                                                        | 1932      | 2 augustus 1938      | Gesneuveld, vechtend voor de Republikeinen in de Spaanse Burgeroorlog. |
| Geoffrey Coles                        | Groot-Brittannië           | Schietsport                                                                   | 1908      | 27 januari 1916      | Gesneuveld tijdens de Eerste Wereldoorlog. |
| Don Collinge                          | Canada                     | Schermen                                                                      | 1936      | 7 juni 1944          | Gesneuveld bij een vliegongeval, mogelijk veroorzaakt door eigen vuur, terwijl hij dienst deed als navigator in de vroege ochtenduren van 7 juni 1944. |
| Cornelis Compter                      | Nederland                  | Gewichtheffen                                                                 | 1928      | 23 februari 1945     | Gesneuveld in concentratiekamp Mauthausen-Gusen. |
| George Cooke                          | Nieuw-Zeeland              | Roeien                                                                        | 1932      | 23 mei 1941          | Gesneuveld tijdens de Tweede Wereldoorlog. |
| Manuel Corrales                       | Spanje                     | Schietsport                                                                   | 1932      | Oktober 1936         | Gesneuveld tijdens de Spaanse Burgeroorlog. |
| André Corvington                      | Frankrijk Haïti            | Schermen                                                                      | 1900      | 13 december 1918     | Overleden na de Eerste Wereldoorlog nabij Reims.< |
| Percy Courtman                        | Groot-Brittannië           | Zwemmen                                                                       | 1908-1912 | 2 juni 1917          | Als onderdeel van het 6th Battalion, Manchester Regiment, sneuvelde hij in de Eerste Wereldoorlog. Begraven op de Britse begraafplaats Neuville-Bourjonval. |
| Frank Courtney                        | Canada                     | Roeien                                                                        | 1932      | 28 augustus 1944     | Gesneuveld tijdens de Tweede Wereldoorlog. |
| Harry Crank                           | Groot-Brittannië           | Duiken                                                                        | 1908      | 22 oktober 1917      | Gesneuveld bij Ieper, België. |
| Rudi Cranz                            | Duitsland                  | Alpineskiën                                                                   | 1936      | 22 juni 1941         | Gesneuveld tijdens de Tweede Wereldoorlog aan het begin van de Russische bezetting bij Rosaniec in Polen. |
| Jacinto Ciria Cruz                    | Filipijnen                 | Basketbal                                                                     | 1936      | onbekend             | Gedood tijdens de Japanse bezetting van de Filippijnen, 1942-1945. |
| Ferenc Csik                           | Hongarije                  | Zwemmen                                                                       | 1936      | 29 maart 1945        | Een arts, Csík, werd gedood bij een luchtaanval terwijl hij een gewonde man behandelde. |
| Frank Cuhel                           | Verenigde Staten           | Atletiek                                                                      | 1928      | 22 februari 1943     | Als oorlogsjournalist werd hij overgebracht naar het Noord-Afrikaanse oorlogsgebied toen zijn vliegtuig, de "Yankee Clipper", neerstortte. Zijn lichaam werd pas drie weken later gevonden. |
| Allan Currie (DNS)                    | Groot-Brittannië           | Langlaufen                                                                    | 1924      | onbekend             | Kwam om het leven tijdens een vijandelijke aanval. |
| Cliff Cushman                         | Verenigde Staten           | Atletiek                                                                      | 1960      | 25 september 1966    | Was luchtpiloot, zijn vliegtuig werd neergeschoten in de Vietnamoorlog. |
| Czesław Cyraniak                      | Polen                      | Boksen                                                                        | 1936      | 23 november 1939     | Vocht in het Poolse leger in de Poolse Veldtocht en sneuvelde in de Slag bij Bzura. |
| Bronisław Czech                       | Polen                      | Alpineskiën Langlaufen Militaire patrouille Noordse combinatie Schansspringen | 1928-1936 | 4 juni 1944          | Verzetsstrijder in de Tweede Wereldoorlog, stierf aan tyfus in het concentratiekamp Auschwitz-Birkenau. |
| Krystyna Dąbrowska                    | Polen                      | Kunstwedstrijden                                                              | 1936      | 1 september 1944     | Gedood bij de Opstand van Warschau |
| Pawe Dadlez                           | Polen                      | Kunstwedstrijden                                                              | 1936      | 1940                 | In 1939 werd hij vanwege zijn 'anti-Duitse houding' door de nazi's gevangengenomen. In 1940 stierf hij tijdens het vervoer per spoor naar een gevangenenkamp. |
| Georg Dascher                         | Duitsland                  | Handbal                                                                       | 1936      | 25 november 1944     | Gesneuveld tijdens de Tweede Wereldoorlog. |
| Charlie Davenport (DNS)               | Groot-Brittannië           | Atletiek                                                                      | 1912      | 28 augustus 1916     | Gesneuveld in Frankrijk tijdens de Eerste Wereldoorlog. |
| Robert Davies                         | Groot-Brittannië           | Schietsport                                                                   | 1912      | 9 september 1916     | Als lid van het 1st/9th Batallion, London Regiment (Queen Victoria's Rifles), sneuvelde hij tijdens de Eerste Wereldoorlog aan de Somme in Frankrijk. |
| Olivier de Brandois                   | Frankrijk                  | Zeilen                                                                        | 1900      | 9 juni 1916          | Overleden aan ziekten opgelopen tijdens zijn dienst in het Franse leger. |
| Louis de Champsavin                   | Frankrijk                  | Paardensport                                                                  | 1900      | 20 december 1916     | Gesneuveld tijdens de Eerste Wereldoorlog. |
| Emile De Schepper                     | België                     | Schermen                                                                      | 1920      | 12 mei 1940          | Gesneuveld tijdens de verdediging van Namen. |
| Felix Debax                           | Frankrijk                  | Schermen                                                                      | 1900      | 25 augustus 1914     | Gesneuveld in de Eerste Wereldoorlog. |
| Alex Decoueau                         | Canada                     | Atletiek                                                                      | 1912      | 17 oktober 1917      | Gesneuveld in de Slag bij Passendale. |
| Francesco Del Grosso                  | Italië                     | Wielrennen (baan)                                                             | 1924      | 22 juli 1938         | Gesneuveld tijdens de Spaanse Burgeroorlog. |
| Oszkár Demján                         | Hongarije                  | Zwemmen                                                                       | 1912      | 4 september 1914     | Gesneuveld tijdens de Eerste Wereldoorlog. |
| Eugen Deutsch                         | Duitsland                  | Gewichtheffen                                                                 | 1936      | 8 februari 1945      | Gesneuveld tijdens de Tweede Wereldoorlog. |
| Charles Devendeville                  | Frankrijk                  | Waterpolo Zwemmen                                                             | 1900      | 19 september 1914    | Gesneuveld. |
| Emilien Devic (DNS)                   | Frankrijk                  | Voetbal                                                                       | 1912      | 21 augustus 1944     | Frans verzetslid, doodgeschoten tijdens de Tweede Wereldoorlog. |
| Tivadar Dienes-Öhm                    | Hongarije                  | Polo                                                                          | 1936      | 28 oktober 1944      | Gesneuveld in Kiskunfélegyháza, Hongarije. |
| Karl von Venningen-Ullner von Diepurg | Duitsland                  | IOC-lid                                                                       | 1909-1914 | 25 oktober 1914      | Gesneuveld tijdens de Eerste Wereldoorlog. |
| Diego Diez                            | Spanje                     | Schermen                                                                      | 1924-1928 | september 1936       | Gedood tijdens het Bloedbad van Paracuellos. |
| Janis Dimza                           | Letland                    | Atletiek                                                                      | 1932-1936 | 1942                 | Stierf in een Sovjet-gevangeniskamp, maar exacte details zijn niet bekend. |
| Joe Dines                             | Groot-Brittannië           | Voetbal                                                                       | 1912      | 27 september 1918    | Hij sneuvelde in het Nauw van Calais als tweede luitenant aan het westfront tijdens de Eerste Wereldoorlog. |
| Shuji Doi                             | Japan                      | Waterpolo                                                                     | 1932      | onbekend             | Overleden in een legerhospitaal, slachtoffer van Chinees-Japanse Oorlogen. |
| Erminio Dones                         | Italië                     | Roeien                                                                        | 1920      | 25 april 1945        | Gesneuveld in Afrika als infanteriekapitein. |
| Herman Donners                        | België                     | Waterpolo                                                                     | 1908-1912 | 14 mei 1915          | Gesneuveld in de Eerste Wereldoorlog. |
| Foy Draper                            | Verenigde Staten           | Atletiek                                                                      | 1936      | 4 januari 1943       | Gesneuveld bij een vliegtuigongeluk ter voorbereiding van de Slag om de Kasserinepas. |
| Jimmy Duffy                           | Canada                     | Atletiek                                                                      | 1912      | 23 april 1915        | In september 1913 trad hij toe tot het Canadese leger en werd hij ingedeeld bij het 91e Argyle Regiment. Op 23 april 1915 werd hij dodelijk gewond in de buurt van Ieper, België. |
| Peter Dulley                          | Groot-Brittannië           | Roeien                                                                        | 1924      | 19 december 1941     | Gesneuveld in de Slag om Hong Kong. |
| Hugh Durant                           | Groot-Brittannië           | Moderne vijfkamp Schieten                                                     | 1912      | 20 januari 1916      | Met de 9th Queen's Royal Lancers sneuvelde hij in Frankrijk in de Eerste Wereldoorlog, hij ligt begraven op de Britse begraafplaats van Vermelles. |
| Walter Düsedau (DNS)                  | Duitsland                  | Bobsleeën                                                                     | 1932      | onbekend             | Stierf als krijgsgevangene in het Sovjetkamp Ketschendorf. |
| Emile Duson                           | Nederland                  | Hockey                                                                        | 1928      | 15 maart 1942        | Overleden in een Japans interneringskamp. |
| Zdzisław Dziadulski                   | Polen                      | Paardensport (jumping)                                                        | 1924      | 1940                 | Als gevangene in Starobielsk werd hij in april of mei 1940 vermoord door de Sovjets in Charkov. |
| Heywood Edwards                       | Verenigde Staten           | Worstelen                                                                     | 1928      | 31 oktober 1941      | Stierf aan boord van de USS Reuben James, het eerste Amerikaanse marineschip dat tijdens de Tweede Wereldoorlog in de Atlantische Oceaan tot zinken werd gebracht. |
| Hans Eller                            | Duitsland                  | Roeien                                                                        | 1932      | 4 april 1943         | Gesneuveld tijdens de Tweede Wereldoorlog. |
| Jack Elliott                          | Groot-Brittannië           | Boksen                                                                        | 1924      | onbekend             | Gedood door een Japanse sluipschutter tijdens het werken als oorlogscorrespondent voor de Australian Broadcasting Corporation tijdens de Borneo-veldtocht van 1945. |
| Eduard Ellmann                        | Estland                    | Voetbal                                                                       | 1924      | 16 november 1941     | Geëxecuteerd in een Sovjet-gevangenenkamp. |
| Eric Fairbairn                        | Groot-Brittannië           | Roeien                                                                        | 1908      | 20 juni 1915         | Gesneuveld in de Somme in Frankrijk tijdens de Eerste Wereldoorlog. |
| Linn Farish                           | Verenigde Staten           | Rugby                                                                         | 1924      | 11 september 1943    | Neergestord in Joegoslavië tijdens de Tweede Wereldoorlog. |
| René Fenouillière                     | Frankrijk                  | Voetbal                                                                       | 1908      | 4 november 1916      | Gesneuveld tijdens de Eerste Wereldoorlog. |
| Rafael Fernandez                      | Spanje                     | Polo                                                                          | 1924      | 30 maart 1940        | Geëxecuteerd door het Republikeinse Leger tijdens de Spaanse Burgeroorlog. |
| Robert Feyerick                       | België                     | Schermen                                                                      | 1920-1924 | 18 juni 1940         | Gesneuveld in de Tweede Wereldoorlog. |
| Ángel Figueroa                        | Puerto Rico                | Boksen                                                                        | 1952      | 20 mei 1953          | Gesneuveld in de Koreaanse Oorlog. |
| José de Figueroa                      | Spanje                     | Polo                                                                          | 1920      | 20 oktober 1920      | Gesneuveld tijdens de Rifoorlog. |
| Sergey Filippov                       | Rusland                    | Voetbal                                                                       | 1912      | 1942                 | Burgerslachtoffer van de Leningrad-blokkade tijdens de Tweede Wereldoorlog. |
| Billy Fiske                           | Verenigde Staten           | Bobsleeën                                                                     | 1928-1932 | 17 augustus 1940     | Eerste Amerikaanse gevechtspiloot die sneuvelde in de Tweede Wereldoorlog. Hij vocht voor Groot-Brittannië en kwam om bij een noodlanding. |
| Hernando Fitz-James Stuart y Falcó    | Spanje                     | Polo                                                                          | 1920-1924 | 7 november 1936      | Gedood tijdens het Bloedbad van Paracuellos. |
| Léon Flameng                          | Frankrijk                  | Wielrennen (baan)                                                             | 1896      | 2 januari 1917       | Gesneuveld tijdens de Eerste Wereldoorlog. |
| Alfred Flatow                         | Duitsland                  | Atletiek Gymnastiek                                                           | 1896      | 28 december 1942     | Overleden in het concentratiekamp van Theresienstadt. |
| Gustav Flatow                         | Duitsland                  | Atletiek Gymnastiek                                                           | 1896-1900 | 29 januari 1945      | Overleden in het concentratiekamp van Theresienstadt. |
| Alfred Flaxman                        | Groot-Brittannië           | Atletiek                                                                      | 1908      | 1 juli 1916          | Gedood bij een aanval op de vijandelijke stellingen bij Gommecourt. |
| Robert Fleig                          | Frankrijk                  | Roeien                                                                        | 1920      | 23 november 1944     | Gesneuveld tijdens de Tweede Wereldoorlog. |
| Victor Flessl                         | Oostenrijk                 | Roeien                                                                        | 1928      | 18 december 1943     | Gesneuveld tijdens de Tweede Wereldoorlog. |
| Walter Flinsch                        | Duitsland                  | Roeien                                                                        | 1928-1932 | 3 februari 1943      | Gesneuveld tijdens de Tweede Wereldoorlog. |
| Hans Fokker                           | Nederland                  | Zeilen                                                                        | 1928      | 2 juli 1943          | Geïnterneerd in Birma. |
| Victor Fontana                        | Roemenië                   | Biatlon                                                                       | 1972-1976 | 24 december 1989     | Gedood tijdens de Roemeense Revolutie. |
| Hans Freese                           | Duitsland                  | Zwemmen                                                                       | 1936      | 8 juli 1941          | Gesneuveld tijdens de Tweede Wereldoorlog. |
| Stefan Fryc                           | Polen                      | Voetbal                                                                       | 1924      | 9 november 1943      | Vermoord door de SS in het Getto van Warschau tijdens een massa-executie in 1943. |
| Jan Gajdoš                            | Tsjecho-Slowakije Tsjechië | Artistieke gymnastiek                                                         | 1928-1936 | 19 november 1945     | Gearresteerd in 1943 als prominent leider van de Tsjechische verzetsbeweging en ter dood veroordeeld. Overleefde vervolgens een dodenmars, maar stierf alsnog kort na het einde van de oorlog. |
| Mauricio Galvo                        | Duitsland                  | Hockey                                                                        | 1908      | 6 maart 1945         | Gesneuveld in de Tweede Wereldoorlog. Zijn graf bevindt zich op de oorlogsbegraafplaats in Zagreb, Kroatië. |
| Taha El Gamal                         | Egypte                     | Waterpolo Zwemmen                                                             | 1948-1952 | 1956                 | Gedood tijdens de Suezcrisis. |
| János Garay                           | Hongarije                  | Schermen                                                                      | 1924-1928 | 3 mei 1945           | Overleden in het concentratiekamp van Mauthausen. |
| Peter Hunter Gaskell (DNS)            | Groot-Brittannië           | Roeien                                                                        | 1936      | 15 augustus 1944     | Gesneuveld in Normandië. |
| Jen Gaspar                            | Hongarije                  | Atletiek                                                                      | 1924      | onbekend             | Gedood in de Tweede Wereldoorlog, tijdens de Slag om Boedapest. |
| Bert Gayler                           | Groot-Brittannië           | Wielrennen (weg)                                                              | 1912      | 23 juni 1917         | Gedood door geweervuur tijdens een hinderlaag in een vallei bij Kotkai Bozi Khel. |
| Bernhard von Gaza                     | Duitsland                  | Roeien                                                                        | 1908      | 25 september 1917    | Gesneuveld tijdens de Eerste Wereldoorlog in België. |
| Alexander van Geen                    | Nederland                  | Moderne vijfkamp                                                              | 1936      | 27 februari 1942     | Artillerie-officier op de kruiser HNMS De Ruijter, ging met zijn schip ten onder tijdens de Slag in de Javazee. |
| Günther Gehmert                       | Duitsland                  | Atletiek                                                                      | 1936      | 13 juni 1940         | Gewond in actie en overleden in het veldhospitaal in Montaigu. |
| Josef Genschieder                     | Oostenrijk                 | Wielrennen (baan)                                                             | 1936      | 3 april 1943         | Gesneuveld tijdens de Tweede Wereldoorlog aan het Oostfront in de Sovjet-Unie. |
| Oszkár Gerde                          | Hongarije                  | Schermen                                                                      | 1908-1912 | 8 oktober 1944       | Overleden in het concentratiekamp van Mauthausen. |
| František Getreuer                    | Tsjecho-Slowakije Tsjechië | Waterpolo                                                                     | 1928      | 6 februari 1945      | Overleden in het concentratiekamp Dachau. |
| Thomas Gillespie                      | Groot-Brittannië           | Roeien                                                                        | 1912      | 18 oktober 1914      | Gesneuveld in Frankrijk in de Eerste Wereldoorlog. |
| Wolfgang Goedecke                     | Duitsland                  | Roeien                                                                        | 1928      | 15 augustus 1942     | Gesneuveld. |
| Henry Goudsmid                        | Groot-Brittannië           | Roeien                                                                        | 1908      | 9 mei 1915           | Gesneuveld bij Fromelles. |
| Lajos Gönczy                          | Hongarije                  | Atletiek                                                                      | 1900-1908 | 4 december 1915      | Gesneuveld in Galicië. |
| Otoniel Gonzaga                       | Filipijnen                 | Schietsport                                                                   | 1936      | onbekend             | Gesneuveld tijdens de Tweede Wereldoorlog. |
| Jan Gorny                             | Polen                      | Boksen                                                                        | 1928      | 7 mei 1945           | Gedwongen om te vechten voor de Wehrmacht, waar hij gewond raakte en later overleed. |
| Carl Heinrich Gosler                  | Duitsland                  | Roeien                                                                        | 1900      | 9 september 1914     | Gesneuveld tijdens de Eerste Wereldoorlog. |
| Isidore Goudeket                      | Nederland                  | Artistieke gymnastiek                                                         | 1908      | 9 juli 1943          | Overleden in het concentratiekamp van Sobibór. |
| Alfred Graaf (DNS)                    | Duitsland                  | Boksen                                                                        | 1936      | 9 maart 1942         | Gesneuveld tijdens de Tweede Wereldoorlog. |
| Gustav Grachegg                       | Oostenrijk                 | Paardensport (dressuur)                                                       | 1928      | 13 mei 1945          | Als vermist opgegeven in de Sovjet-Unie op 13 mei 1945. |
| Mark Graham                           | Canada                     | Atletiek                                                                      | 1992      | 4 september 2006     | Gedood door eigen troepen. |
| Ámon von Gregurich                    | Hongarije                  | Schermen                                                                      | 1900      | 28 juni 1915         | Gesneuveld tijdens de Eerste Wereldoorlog. |
| Felix Grimonprez                      | Frankrijk                  | Hockey                                                                        | 1928-1936 | 26 mei 1940          | Gesneuveld in de Tweede Wereldoorlog. |
| István Grosz                          | Hongarije                  | Atletiek                                                                      | 1924      | onbekend             | Foodgeschoten door soldaten van de Pijlkruisers. |
| Mārtiņš Grundmani                     | Letland                    | Basketbal                                                                     | 1936      | 1945                 | Stierf in krijgsgevangenenkamp in Riga. |
| Josef Gumpold                         | Duitsland                  | onderofficier                                                                 | 1936      | 1941                 | Gesneuveld tijdens de Tweede Wereldoorlog. |
| Nemesio de Guzman                     | Filipijnen                 | Atletiek                                                                      | 1936      | 1944                 | Gesneuveld tijdens de Tweede Wereldoorlog. |
| Jur Haak (DNS)                        | Nederland                  | Voetbal                                                                       | 1908      | 30 januari 1945      | Overleden in concentratiekamp Sachsenhausen. |
| Ru van der Haar                       | Nederland                  | Hockey                                                                        | 1936      | 15 mei 1943          | Overleden in een Japans interneringskamp. |
| Frederick Habberfield                 | Groot-Brittannië           | Wielrennen (baan)                                                             | 1924      | 12 december 1943     | Gedood door Duitse torpedo-aanval op zijn onderzeeër. |
| Emil Hagelberg                        | Finland                    | Moderne vijfkamp                                                              | 1920-1924 | 1941                 | Gesneuveld tijdens de Tweede Wereldoorlog. |
| David Haig-Thomas                     | Groot-Brittannië           | Roeien                                                                        | 1932      | 6 juni 1944          | Gesneuveld in Normandië in de vroege uren van D-Day. |
| Jaroslav Hainz                        | Bohemen                    | Tennis                                                                        | 1912      | onbekend             | Stierf in Rusland in de Eerste Wereldoorlog, maar verdere details niet bekend. |
| Saul Hallap                           | Estland                    | Gewichtheffen                                                                 | 1924      | 18 juli 1941         | Geëxecuteerd door de Sovjets toen zij Põltsamaa bereikten. |
| Juho Halme                            | Finland                    | Atletiek                                                                      | 1908-1912 | 1 februari 1918      | Gesneuveld in de Finse Burgeroorlog. |
| Győző Halmos                          | Hongarije                  | Artistieke gymnastiek                                                         | 1912      | 1945                 | Overleden in het concentratiekamp van Mauthausen. |
| Wyndham Halswelle                     | Groot-Brittannië           | Atletiek                                                                      | 1906-1908 | 31 maart 1915        | Gedood door een sluipschutter in Frankrijk. |
| Helmut Hamann                         | Duitsland                  | Atletiek                                                                      | 1936      | 22 juni 1941         | Gesneuveld tijdens de Tweede Wereldoorlog. |
| Ahmed Hamdy                           | Egypte                     | Schietsport                                                                   | 1952      | 14 oktober 1973      | Gesneuveld tijdens de Jom Kipoer-oorlog. |
| Hannes Hansen                         | Duitsland                  | Handbal                                                                       | 1936      | 28 juni 1944         | Vermist sinds 1944 toen hij niet terugkeerde van een vlucht bovne vijandelijk gebied. |
| Rudi Harbig                           | Duitsland                  | Atletiek                                                                      | 1936      | 5 maart 1944         | Werd naar het Oostfront gestuurd en stierf in Oekraïne, in de buurt van Novo Archangelsk. |
| Walter Hasenfus                       | Verenigde Staten           | Kanovaren                                                                     | 1936      | 8 december 1944      | Gesneuveld tijdens de Tweede Wereldoorlog, terwijl hij diende bij de 307th Infantry, 77th Division in de Stille Zuidzee, hoogstwaarschijnlijk in de Filippijnen. |
| Josef Hasenöhrl                       | Oostenrijk                 | Roeien                                                                        | 1936      | 13 maart 1945        | Gesneuveld tijdens de Tweede Wereldoorlog. |
| Franz Haslberger                      | Duitsland                  | Schansspringen                                                                | 1936      | 17 september 1939    | Gesneuveld aan het begin van de Tweede Wereldoorlog, ergens in Oekraïne. |
| Kurt Hasse                            | Duitsland                  | Paardensport (jumping)                                                        | 1936      | 9 januari 1944       | Gesneuveld tijdens de Tweede Wereldoorlog. |
| George Hawkins                        | Groot-Brittannië           | Atletiek                                                                      | 1908      | 22 september 1917    | Tijdens de Eerste Wereldoorlog diende hij als kanonnier bij de Royal Artillery en sneuvelde toen een granaat ontplofte in de deuropening van een dugout terwijl hij op buitenpostdienst was. |
| Harold Hawkins                        | Groot-Brittannië           | Schietsport                                                                   | 1908      | 16 juni 1917         | Als vermist opgegeven tussen Bullecourt en Croisilles. Toen hij voor het laatst werd gezien, was hij gewond, liggend in een zeer voorwaartse positie, die helaas moest worden opgegeven. |
| Cecil Healy                           | Australazië Australië      | Zwemmen                                                                       | 1906-1912 | 29 augustus 1918     | Gesneuveld in de Eerste Wereldoorlog. |
| Hermann Heibel                        | Duitsland                  | Zwemmen                                                                       | 1936      | 19 augustus 1941     | Geraakte zwaar gewond aan het Oostfront en overleed in een militair hospitaal in Valovo in de Sovjet-Unie. |
| Albert Heijnneman                     | Nederland                  | Atletiek                                                                      | 1920      | 20 februari 1944     | Doodgemarteld in de Scheveningse gevangenis als lid van het Nederlandse verzet. |
| Oskar Hekš                            | Tsjecho-Slowakije Tsjechië | Atletiek                                                                      | 1932      | 8 maart 1944         | Gesneuveld in het concentratiekamp Auschwitz-Birkenau. |
| Ilmari Helle (DNS)                    | Finland                    | Atletiek                                                                      | 1928      | onbekend             | |
| Fritz Hendrix                         | Duitsland                  | Atletiek                                                                      | 1932      | 30 augustus 1941     | Gesneuveld aan het Oostfront, bij Leningrad. |
| Max Hermann                           | Duitsland                  | Atletiek                                                                      | 1912      | 29 januari 1915      | Gesneuveld in de Eerste Wereldoorlog. |
| Otto Herschmann                       | Oostenrijk                 | Schermen Zwemmen Voorzitter Österreichisches Olympisches Comité               | 1896-1914 | 17 juni 1942         | Overleden in het concentratiekamp van Sobibór. |
| Felix Hess                            | Nederland                  | Kunstwedstrijden                                                              | 1928      | 9 april 1943         | Overleden in het concentratiekamp van Sobibór. |
| Eduard Hiiop                          | Estland                    | Kunstschaatsen                                                                | 1928-1936 | 24 augustus 1941     | Geëxecuteerd door de Sovjets. |
| Robert Hilliard                       | Ierland                    | Boksen                                                                        | 1924      | 22 februari 1937     | Gesneuveld in de Spaanse Burgeroorlog, werd neergeschoten tijdens de Slag bij Jarama en stierf vijf dagen later aan zijn verwondingen in Castellón de la Plana. |
| Julius Hirsch                         | Duitsland                  | Voetbal                                                                       | 1912      | 8 mei 1945           | Overleden in het concentratiekamp Auschwitz-Birkenau. |
| Tommy Hitchcock                       | Verenigde Staten           | Polo                                                                          | 1924      | 19 april 1944        | Bij het uitbreken van de Tweede Wereldoorlog voegde hij zich weer bij het Army Air Corps en diende als assistent-luchtattaché van de ambassade in Londen. Hij kwam om het leven bij een vliegtuigongeluk in Engeland. |
| Jadwiga Hładki                        | Polen                      | Kunstwedstrijden                                                              | 1932      | 1944                 | Gedood tijdens de Opstand van Warschau. |
| Gunnar Höckert                        | Finland                    | Atletiek                                                                      | 1936      | 11 februari 1940     | Vocht in de Winteroorlog als vrijwilliger en sneuvelde op de Karelische landengte de dag voor zijn 30e verjaardag. |
| Hans Hoffmann                         | Duitsland                  | Wielrennen (baan)                                                             | 1936      | 27 april 1945        | Overleden tussen 1940 en 1945. |
| Christian Holzenberg                  | Duitsland                  | Kanovaren                                                                     | 1936      | 1942                 | Sneuvelde aan het Oostfront tijdens de Tweede Wereldoorlog in Kurzewo in de Sovjet-Unie. |
| Thomas Homewood                       | Groot-Brittannië           | Touwtrekken                                                                   | 1908      | 1 februari 1945      | Gedood bij een V2-raketaanval op Londen. |
| Xaver Hörmann                         | Duitsland                  | Kanovaren                                                                     | 1936      | 23 februari 1943     | Gesneuveld tijdens de Tweede Wereldoorlog. |
| Gösta Horn                            | Zweden                     | Duiken                                                                        | 1928      | 10 december 1943     | Omgekomen bij de crash van een militair vliegtuig in Öland. |
| Václav Hošek                          | Tsjecho-Slowakije Tsjechië | Atletiek                                                                      | 1936      | Juni 1943            | Gearresteerd door de Gestapo en neergeschoten terwijl hij probeerde te ontsnappen. |
| Robert Huber                          | Duitsland                  | Roeien                                                                        | 1928-1932 | 18 augustus 1942     | Vermist sinds 1 juli 1942 in de Sovjet-Unie. |
| George Hutson                         | Groot-Brittannië           | Atletiek                                                                      | 1912      | 14 september 1914    | Gesneuveld slechts vijf weken na het uitbreken van de Eerste Wereldoorlog. |
| Olli Huttunen                         | Finland                    | Militaire patrouille                                                          | 1936      | 19 februari 1940     | Gesneuveld bij Impilakhti op de Karelische landengte tijdens de Winteroorlog. |
| Arvīds Immermanis                     | Letland                    | Wielrennen (weg)                                                              | 1936      | Juli 1947            | Stierf in een Sovjet-gevangenenkamp. |
| Milutin Ivković                       | Servië Joegoslavië         | Voetbal                                                                       | 1928      | 25 mei 1943          | Doodgeschoten in het concentratiekamp van Jajinci. |
| Mozes Jacobs                          | Nederland                  | Artistieke gymnastiek                                                         | 1928      | 9 juli 1943          | Overleden in het concentratiekamp van Sobibór. |
| Adolf Jäger                           | Duitsland                  | Voetbal                                                                       | 1912      | 21 november 1944     | Gesneuveld bij een bombardement. |
| Kalle Jalkanen                        | Finland                    | Langlaufen                                                                    | 1936      | 5 september 1941     | Gedood toen hij op een mijn stapte tijdens een missie voor het verzamelen van inlichtingen in Lempäälä. |
| Edmund Jankowski                      | Polen                      | Roeien                                                                        | 1928      | 1 november 1939      | Gearresteerd door de Gestapo en neergeschoten bij Fordon. |
| Akilles Järvinen                      | Finland                    | Atletiek                                                                      | 1928-1936 | 7 maart 1943         | Overleden toen zijn militaire vliegtuig neerstortte tijdens een testvlucht. |
| Kalle Järvinen                        | Finland                    | Atletiek                                                                      | 1928-1932 | 25 augustus 1941     | Gedood door een collega-soldaat in een dronken vechtpartij tijdens de Winteroorlog. |
| Józef Jaworski                        | Polen                      | Atletiek                                                                      | 1924-1928 | 1 september 1939     | Sneuvelde tijdens de Poolse Veldtocht. |
| Jerzy Jełowicki                       | Polen                      | Kunstwedstrijden                                                              | 1936      | 1939                 | Sneuvelde tijdens de Poolse Veldtocht. |
| Albert Jenicot                        | Frankrijk                  | Voetbal                                                                       | 1908      | 22 februari 1916     | Sneuvelde als onderluitenant tijdens de Eerste Wereldoorlog. |
| Walther Jesinghaus                    | Duitsland                  | Artistieke gymnastiek                                                         | 1912      | 1918                 | Gesneuveld tijdens de Eerste Wereldoorlog. |
| Jin Guidi                             | China                      | Boksen                                                                        | 1936      | 1937                 | Gedood tijdens de Tweede Chinees-Japanse Oorlog. |
| Birger Johansson                      | Finland                    | Kanovaren                                                                     | 1936      | 3 januari 1940       | Gesneuveld in de Slag om Summa. |
| Ernst de Jonge                        | Nederland                  | Roeien                                                                        | 1936      | 3 september 1944     | Overleden in het concentratiekamp van Mauthausen. |
| Jānis Jordāns                         | Letland                    | Atletiek                                                                      | 1928      | 25 februari 1944     | Stierf in een Sovjet-gevangenenkamp. |
| Emil Juracka                          | Oostenrijk                 | Handbal                                                                       | 1936      | 21 februari 1944     | Gesneuveld tijdens de Tweede Wereldoorlog. |
| Enrique Jurado                        | Filipijnen                 | Worstelen                                                                     | 1936      | oktober 1944         | Gesneuveld tijdens de Tweede Wereldoorlog. |
| Harald Kaarman                        | Estland                    | Voetbal                                                                       | 1924      | 19 augustus 1942     | Geëxecuteerd in een Sovjet-gevangenenkamp. |
| Endre Kabos                           | Hongarije                  | Schermen                                                                      | 1932-1936 | 4 november 1944      | Kabos, een jood, werd gearresteerd door Hongaarse nazi's en naar een werkkamp gestuurd. Met de hulp van een meelevende bewaker ontsnapte hij en sloot zich aan bij het Hongaarse verzet. |
| Josef Kahl                            | Tsjecho-Slowakije Tsjechië | Schansspringen                                                                | 1936      | 23 februari 1942     | Gesneuveld tijdens de Tweede Wereldoorlog. |
| Eddy Kahn                             | Nederland                  | Paardensport (eventing)                                                       | 1936      | 19 augustus 1944     | Werkte als officier bij de Amerikaanse invasietroepen in Normandië toen hij sneuvelde in Frankrijk. |
| Kalle Kainuvara                       | Finland                    | Duiken /Moderne vijfkamp                                                      | 1912-1920 | 21 oktober 1943      | Gewond en later overleden in een oorlogshospitaal. |
| Ahmed Kandili                         | Egypte                     | Zwemmen                                                                       | 1948      | Mei 1950             | Gedood bij een militaire actie. |
| Roman Kantor                          | Polen                      | Schermen                                                                      | 1936      | 1943                 | Gedood in het concentratiekamp Majdanek. |
| Ted Kara                              | Verenigde Staten           | Boksen                                                                        | 1936      | 14 februari 1944     | Vermist op zee. |
| Władysław Karaś                       | Polen                      | Schietsport                                                                   | 1936      | 28 mei 1942          | Als soldaat in het Poolse Verzetsleger werd hij door de Duitsers gearresteerd en samen met 223 officieren geëxecuteerd in Magdalenka, nabij Warschau. |
| Martin Karl                           | Duitsland                  | Roeien                                                                        | 1936      | 1 maart 1942         | Gesneuveld tijdens de Tweede Wereldoorlog bij Mikhaylova in de Sovjet-Unie. |
| Joachim Karscho                       | Duitsland                  | Kunstwedstrijden                                                              | 1932      | 11 februari 1945     | Pleegde zelfmoord na de Sovjetbezetting van Duitsland, in plaats van zich te laten deporteren naar een Russisch krijgsgevangenenkamp. |
| Karl Kaschka                          | Oostenrijk                 | Schermen                                                                      | 1936      | 4 december 1941      | Gesneuveld in de Tweede Wereldoorlog bij Tobroek. |
| Elias Katz                            | Finland                    | Atletiek                                                                      | 1924      | 26 december 1947     | Overleden in Palestina in 1947. |
| Tatsugo Kawaishi                      | Japan                      | Zwemmen                                                                       | 1932      | 17 maart 1945        | Gesneuveld tijdens de Landing op Iwo Jima. |
| Zdzisław Kawecki                      | Polen                      | Paardensport (eventing)                                                       | 1936      | April 1940           | Als gevangene in het Sovjetkamp voor Poolse officieren in Kozielsk werd hij vermoord in Katyn. |
| Ernest Keeley                         | Zuid-Afrika                | Schietsport                                                                   | 1912      | 23 juli 1918         | Gesneuveld in de Eerste Wereldoorlog. |
| Frederick Kelly                       | Groot-Brittannië           | Roeien                                                                        | 1908      | 13 november 1916     | Gesneuveld tijdens de Eerste Wereldoorlog. |
| Paul Kenna                            | Groot-Brittannië           | Paardensport                                                                  | 1912      | 30 augustus 1915     | Gesneuveld tijdens de Gallipoliveldtocht. |
| Robert Keres                          | Estland                    | Basketbal                                                                     | 1936      | 26 oktober 1946      | Overleden aan verwondingen die hij had opgelopen tijdens de Tweede Wereldoorlog. |
| Reinhold Kesküll                      | Estland                    | Atletiek                                                                      | 1924      | 1942                 | Stierf in een Sovjet-gevangeniskamp, maar exacte details zijn niet bekend. |
| Lauri Kettunen                        | Finland                    | Schermen Moderne vijfkamp                                                     | 1928-1936 | 15 augustus 1941     | Gesneuveld bij Kiestinki tijdens de Vervolgoorlog. |
| Ferdinand Kiefler                     | Oostenrijk                 | Handbal                                                                       | 1936      | 13 januari 1945      | Gesneuveld tijdens de Tweede Wereldoorlog. |
| Alfred Kienzle                        | Duitsland                  | Waterpolo                                                                     | 1936      | 4 september 1940     | Gesneuveld tijdens de Tweede Wereldoorlog. |
| Jaan Kikkas                           | Estland                    | Gewichtheffen                                                                 | 1924      | 9 maart 1944         | Gesneuveld in Tallinn tijdens een bombardement door de Sovjets. |
| Desmond Kingsford                     | Groot-Brittannië           | Roeien                                                                        | 1936      | 10 augustus 1944     | Gesneuveld in Normandië. |
| Alister Kirby                         | Groot-Brittannië           | Roeien                                                                        | 1912      | 29 maart 1917        | Diende als kapitein en stierf in 1917 aan ziekte. |
| Michael Kirchmann                     | Duitsland                  | Militaire patrouille                                                          | 1936      | 15 november 1942     | Gesneuveld tijdens het Beleg van Leningrad. |
| Frederick Kitching                    | Groot-Brittannië           | Atletiek                                                                      | 1908      | 1914                 | Gesneuveld in de Eerste Wereldoorlog. |
| Aaro Kiviperä                         | Finland                    | Moderne vijfkamp                                                              | 1936      | 11 juli 1944         | Gesneuveld in een gevecht nabij Vuosalmi. |
| Kārlis Kļava                          | Letland                    | Schietsport                                                                   | 1936      | 1941                 | Stierf in een Sovjet-gevangeniskamp, maar exacte details zijn niet bekend. |
| Josef Klein                           | Tsjecho-Slowakije Tsjechië | Atletiek                                                                      | 1936      | 1941                 | Lid van het Tsjechische verzet. Stierf kort na vrijlating uit de gevangenis, mogelijk aan de gevolgen van marteling. |
| Józef Klukowski                       | Polen                      | Kunstwedstrijden                                                              | 1932-1936 | 29 april 1944        | Overleden in concentratiekamp Sachsenhausen. |
| Arthur Knautz                         | Duitsland                  | Handbal                                                                       | 1936      | 4 mei 1943           | Als vermist opgegeven op 4 mei 1943, ten westen van Byelgorod, URS. |
| Dmitry Knjazhevich                    | Rusland                    | Schermen                                                                      | 1912      | 1918                 | Gedood tijdens de Russische Revolutie. |
| František Kobzík                      | Tsjecho-Slowakije Tsjechië | Roeien                                                                        | 1936      | 7 mei 1944           | Pleegde zelfmoord om gevangenneming tijdens de Tweede Wereldoorlog te voorkomen. |
| Erland Koch                           | Duitsland                  | Schietsport                                                                   | 1912      | 29 april 1945        | Gesneuveld tijdens de laatste dagen van de Tweede Wereldoorlog. |
| Karl Koch                             | Duitsland                  | Wielrennen (weg)                                                              | 1928      | 28 juni 1944         | Gesneuveld tijdens de Tweede Wereldoorlog. |
| Adolf Kofler                          | Oostenrijk                 | Wielrennen (weg)                                                              | 1912      | 13 april 1915        | Gesneuveld tijdens de Eerste Wereldoorlog. |
| Yasuhiko Kojima                       | Japan                      | Zwemmen                                                                       | 1936      | 12 juni 1945         | Gesneuveld tijdens de Slag om Okinawa. |
| Augustus Kop                          | Nederland                  | Hockey                                                                        | 1928      | 30 april 1945        | Overleden tijdens de aanleg van de Pakanbaroe-spoorweg op Sumatra. |
| Dora Köring                           | Duitsland                  | Tennis                                                                        | 1912      | 13 februari 1945     | Gesneuveld bij het bombardement op Dresden. |
| Elmar Korko                           | Estland                    | Roeien                                                                        | 1936      | 10 juli 1941         | Geëxecuteerd door Sovjet-soldaten toen het front Tartu bereikte. |
| Kurt Körner                           | Duitsland                  | Schansspringen                                                                | 1936      | onbekend             | Sneuvelde tijdens de Tweede Wereldoorlog en werd in 1945 doodverklaard. |
| Heinz Körvers                         | Duitsland                  | Handbal                                                                       | 1936      | 29 december 1942     | Vermeld als vermist in de buurt van Stalingrad. |
| Lauri Koskela                         | Finland                    | Worstelen                                                                     | 1932-1936 | 3 augustus 1944      | Gesneuveld in de Slag bij Äyräpää-Vuosalmi in de Vervolgoorlog. |
| Karl Kotratschek                      | Oostenrijk                 | Atletiek                                                                      | 1936      | 4 juli 1941          | Gesneuveld tijdens de Tweede Wereldoorlog. |
| Aleksander Kowalski                   | Polen                      | IJshockey                                                                     | 1928-1932 | 3 april 1940         | Gevangene in het Sovjetkamp voor Poolse officieren in Kozielsk. Werd vermoord in Katyń. |
| Marian Kozłowski                      | Polen                      | Kanovaren                                                                     | 1936      | 1943                 | Gesneuveld tijdens een bombardement, maar de precieze datum en plaats zijn onbekend. |
| Roman Kramsztyk                       | Polen                      | Kunstwedstrijden                                                              | 1928      | 1942                 | Was joods en werd vermoord te midden van zijn foto's door de Duitse SS in het getto van Warschau. |
| Hans-Helmuth Krause                   | Duitsland                  | Atletiek                                                                      | 1928      | 26 februari 1944     | Gesneuveld tijdens de Tweede Wereldoorlog als bataljonsleider. |
| Paul Krauß                            | Duitsland                  | Schansspringen                                                                | 1936      | 20 februari 1942     | Gesneuveld tijdens de Tweede Wereldoorlog bij Borvik in de Sovjet-Unie. |
| Georg Krogmann                        | Duitsland                  | Voetbal                                                                       | 1912      | 1915                 | Gesneuveld tijdens de Eerste Wereldoorlog. |
| Herbert von Kuhlberg                  | Rusland                    | Zwemmen                                                                       | 1912      | 12 september 1915    | Overleden als gevolg van een oorlogswonde. |
| Leonhard Kukko                        | Estland                    | Gewichtheffen                                                                 | 1928      | 1944                 | Burger die werd gedood door Sovjet-troepen. |
| Ernst Kunz                            | Oostenrijk                 | Voetbal                                                                       | 1936      | 21 augustus 1944     | Gesneuveld tijdens de Tweede Wereldoorlog. |
| Willi Kurten                          | Duitsland                  | Atletiek                                                                      | 1936      | 18 juli 1944         | Gesneuveld tijdens de Tweede Wereldoorlog. |
| Stanisław Kuryłłowicz                 | Polen                      | Roeien                                                                        | 1936      | 2 februari 1945      | Gesneuveld in Poznań. |
| Albert Kusnets                        | Estland                    | Worstelen                                                                     | 1924-1928 | 1942                 | Verhongerd in een Sovjet-gevangenenkamp. |
| Janusz Kusociński                     | Polen                      | Atletiek                                                                      | 1932      | 21 juni 1940         | Was lid van het Poolse verzet en werd gearresteerd door de Gestapo op 26 maart 1940 tijdens de AB-Aktion, werd hij opgesloten in de Mokotów-gevangenis en drie maanden later geëxecuteerd in Palmiry, nabij Warschau. |
| Aksel Kuuse                           | Estland                    | Atletiek                                                                      | 1936      | 27 april 1942        | Verhongerd in een Sovjet-gevangenenkamp. |
| Nikolay Kynin                         | Rusland                    | Voetbal                                                                       | 1912      | 1916                 | Gesneuveld tijdens de Eerste Wereldoorlog. |
| Harvey Lacelle                        | Canada                     | Boksen                                                                        | 1936      | 28 juni 1942         | Gedood tijdens een bombardement op Berlijn. |
| Hans Lahr                             | Tsjecho-Slowakije Tsjechië | Alpineskiën                                                                   | 1936      | 24 februari 1942     | Gesneuveld tijdens de Tweede Wereldoorlog. |
| Ivan Laing                            | Groot-Brittannië           | Hockey                                                                        | 1908      | 30 november 1917     | Gesneuveld tijdens de Eerste Wereldoorlog. |
| Frits Lamp                            | Nederland                  | Atletiek                                                                      | 1924      | 27 mei 1945          | Overleden tijdens de aanleg van de Pakanbaroe-spoorweg op Sumatra. |
| John Lander                           | Groot-Brittannië           | Roeien                                                                        | 1928      | 25 december 1941     | Gesneuveld in de Slag om Hong Kong op Kerstmis 1941. Hij was de enige Britse Olympische gouden medaillewinnaar die sneuvelde tijdens de Tweede Wereldoorlog. |
| Fritz Landertinger                    | Oostenrijk                 | Kanovaren                                                                     | 1936      | 18 januari 1943      | Gesneuveld tijdens het Beleg van Leningrad. |
| Johann Langmayr                       | Oostenrijk                 | Atletiek                                                                      | 1936      | 1943                 | Vermist in actie in 1943 in de buurt van Stalingrad. |
| Octaaf Lapize                         | Frankrijk                  | Wielrennen (baan)                                                             | 1908      | 14 juli 1917         | Gedood toen zijn vliegtuig werd neergeschoten in de buurt van Verdun. |
| Martti Lappalainen                    | Finland                    | Langlaufen                                                                    | 1928-1932 | 6 oktober 1941       | Gesneuveld in de Vervolgoorlog aan de oevers van de rivier de Svir. |
| Béla Las-Torres                       | Hongarije                  | Zwemmen                                                                       | 1908-1912 | 13 oktober 1915      | Gesneuveld tijdens de Eerste Wereldoorlog in Italië. |
| Karl Leban                            | Oostenrijk                 | Moderne vijfkamp Schaatsen                                                    | 1936      | 28 juli 1941         | Gesneuveld tijdens de Tweede Wereldoorlog in Oekraïne. |
| Henry Leeke                           | Groot-Brittannië           | Atletiek                                                                      | 1908      | 29 mei 1915          | Gesneuveld aan de vooravond van het vertrek van zijn bataljon naar Gallipoli. |
| Emmanuel Legaspi                      | Filipijnen                 | Boksen                                                                        | 1988      | 7 mei 2006           | Gesneuveld tijdens de Irakoorlog. |
| Erich Lehmann                         | Duitsland                  | Atletiek                                                                      | 1912      | 9 juli 1918          | Geregistreerd als vermist tijdens de Eerste Wereldoorlog. |
| Julien Lehouck                        | België                     | Atletiek                                                                      | 1920      | 25 februari 1944     | Lid van het Belgische verzet, gearresteerd en opgehangen in het Fort van Breendonk. |
| Wilhelm Leichum                       | Duitsland                  | Atletiek                                                                      | 1936      | 19 juli 1941         | Gedood nabij Gorki tijdens gevechten aan het Oostfront in de Tweede Wereldoorlog. Postuum werd hij in rang opgeschoven tot luitenant om zijn gezin bij te staan met zijn pensioen. |
| Albert Leidmann                       | Duitsland                  | Boksen                                                                        | 1928      | 1 februari 1945      | Vermist in actie in de Tweede Wereldoorlog. |
| Ludwig Leinberger                     | Duitsland                  | Voetbal                                                                       | 1928      | 3 maart 1943         | Overleden in een militair hospitaal na een operatie aan een blindedarmontsteking. |
| Hermann Lemp                          | Duitsland                  | Moderne vijfkamp                                                              | 1936      | 9 november 1943      | Opgegeven als vermist in de buurt van Witebsk, nu in Wit-Rusland. |
| Feliks Leparsky                       | Rusland                    | Schermen                                                                      | 1912      | 10 januari 1917      | Gesneuveld in de Eerste Wereldoorlog. |
| Bertrand, graaf de Lesseps            | Frankrijk                  | Schermen                                                                      | 1908      | 28 augustus 1918     | Gesneuveld tijdens de Eerste Wereldoorlog. |
| Ismaël de Lesseps                     | Frankrijk                  | Schermen                                                                      | 1908      | 30 september 1915    | Gesneuveld tijdens de Eerste Wereldoorlog. |
| Herbert Leupold                       | Duitsland                  | Militaire patrouille Langlaufen                                               | 1936      | 22 december 1942     | Overleden aan zijn oorlogswonden in een militair hospitaal bij Navaginskaya in de Sovjet-Unie. |
| Dave Lindsay                          | Nieuw-Zeeland              | Zwemmen                                                                       | 1928      | 12 december 1943     | Gesneuveld in de strijd om Orsogna in Zuid-Italië. Hij en zeven andere leden van zijn peloton werden het slachtoffer van een granaat van een geallieerde 25-ponder die kort vuurde. |
| Rudolf Lippert                        | Duitsland                  | Paardensport (eventing)                                                       | 1928-1936 | 1 april 1945         | Behaalde meerdere onderscheidingen in de Tweede Wereldoorlog, waaronder het Ridderkruis van het IJzeren Kruis op 9 juni 1944 voor zijn dood in Bielefeld. |
| Emil Lohbeck                          | Duitsland                  | Basketbal                                                                     | 1936      | 1944                 | Gesneuveld tijdens de Tweede Wereldoorlog in Berlijn. |
| Eugeniusz Lokajski                    | Polen                      | Atletiek                                                                      | 1936      | 25 september 1944    | Gesneuveld tijdens de Opstand van Warschau door een artillerievuur. Begraven op de begraafplaats van Powązki met andere Poolse sporters die zijn omgekomen in de Tweede Wereldoorlog. |
| Luz Long                              | Duitsland                  | Atletiek                                                                      | 1936      | 14 juli 1943         | Gesneuveld tijdens de landing op Sicilië. |
| Ivan Lönnberg                         | Zweden                     | Atletiek                                                                      | 1912      | 26 april 1918        | Neergeschoten en gedood terwijl hij diende als piloot in de Franse strijdkrachten tijdens de Eerste Wereldoorlog. |
| Leszek Lubicz-Nycz                    | Polen                      | Schermen                                                                      | 1932      | 22 september 1939    | Hij sneuvelde tijdens de Poolse Veldtocht in Buraków bij Warschau. |
| Jerzy Łucki                           | Polen                      | Bobsleeën                                                                     | 1928      | 18 april 1939        | Gesneuveld tijdens de Poolse Veldtocht in Kuty, in het huidige Oekraïne. |
| Paul Lüders                           | Duitsland                  | Wielrennen (bikepolo)                                                         | 1908      | 26 februari 1916     | Gesneuveld in de Eerste Wereldoorlog in Spincourt. |
| René Lunden                           | België                     | Bobsleeën                                                                     | 1936      | 3 april 1942         | Gedood bij een noodlanding van zijn bommenwerper in Groot-Brittannië. |
| Jaakko Luoma                          | Finland                    | Atletiek                                                                      | 1924      | 12 maart 1940        | Gesneuveld bij Uomaalla (Impilahti) op de Karelische landengte. |
| Eduard von Lütcken                    | Duitsland                  | Paardensport (eventing)                                                       | 1912      | 15 september 1914    | Gesneuveld tijdens de Eerste Wereldoorlog. |
| Georges Lutz                          | Frankrijk                  | Wielrennen (baan)                                                             | 1908      | 31 januari 1915      | Gesneuveld in de Eerste Wereldoorlog. |
| Willy Lützow                          | Duitsland                  | Zwemmen                                                                       | 1912      | 1915                 | Gesneuveld tijdens de Eerste Wereldoorlog. |
| William Lyshon                        | Verenigde Staten           | Worstelen                                                                     | 1912      | 13 oktober 1918      | Gesneuveld in de laatste dagen van de Eerste Wereldoorlog. |
| Jeffrey MacDougall                    | Groot-Brittannië           | Moderne vijfkamp                                                              | 1932-1936 | december 1942        | Gesneuveld tijdens de Tweede Wereldoorlog. |
| Henry Macintosh                       | Groot-Brittannië           | Atletiek                                                                      | 1912      | 26 juli 1918         | Overleden aan verwondingen opgelopen tijdens de Tweede Slag aan de Somme. |
| Duncan Mackinnon                      | Groot-Brittannië           | Roeien                                                                        | 1908      | 9 oktober 1917       | Gesneuveld bij Ieper in de Slag bij Passendale. |
| Gilchrist Maclagan                    | Groot-Brittannië           | Roeien                                                                        | 1908      | 25 april 1915        | Gesneuveld in Pilkem Ridge, tijdens de Tweede Slag om Ieper. |
| Gustav Mader                          | Oostenrijk                 | Bobsleeën                                                                     | 1928      | 18 april 1945        | Gesneuveld in de Tweede Wereldoorlog bij Rijeka. |
| Eugène Maës (DNS)                     | Frankrijk                  | Voetbal                                                                       | 1912      | 30 maart 1945        | Gesneuveld in concentratiekamp Mittelbau-Dora. |